# Touch the Lake 2010

Ticket des Touch the Lake

Das Touch the Lake 2010 war ein Openair während des Zürifäscht vom 2. bis 4. Juli 2010.
Es fand am Zürichsee auf der Blatterwiese statt. Der danebenliegende Chinagarten diente als VIP-Arena. Das Festival zählte insgesamt 23'000 Besucher.
Zu den Künstlern, die am Openair aufgetreten sind, zählen unter anderem Snoop Dogg, Kool Savas, Frauenarzt und Manny Marc, Pitbull, Army of the Pharaohs, Cypress Hill und The Wailers. Der deutsche Rapper Harris moderierte das OpenAir.

Wurzel 5 während ihres Auftrittes
Pitbull während seines Auftrittes
Greis während seines Auftrittes